# Barcelona Open Banco Sabadell 2009
Barcelona Open Banco Sabadell 2009 — тенісний турнір, що проходив на ґрунтових кортах у місті Барселона, Іспанія з 20 квітня . Належав до категорії ATP 500, був турніром серії Відкритий чемпіонат Барселони з тенісу 2009 року.

## Фінальна частина

### Одиночний розряд
Рафаель Надаль —  Давид Феррер 6–2, 7–5

### Парний розряд
Деніел Нестор /  Ненад Зімоньїч —  Магеш Бгупаті /  Марк Ноулз (тенісист) 6–3, 7–6(11–9)